# Nabil Baz
Nabil Baz (Arabisch: نبيل باز) (Mila, 6 juni 1987) is een Algerijns wielrenner.
Baz begon zijn wielercarrière bij Ville d'Alger-Ain Benian. In 2013 transfereerde hij naar Vélo Club Sovac. Hij boekte in zijn loopbaan nog geen profoverwinning, maar behaalde al enkele ereplaatsen. Zo werd Baz in 2011 vijfde in het eindklassement van de
Ronde van Algerije, en greep hij tweemaal net naast een ritzege in de Ronde van Marokko. Ook in het Algerijns kampioenschap presteerde Baz een paar keer sterk. Zijn eerste zege in een .2-koers behaalde hij in 2015 door de eerste etappe van de Ronde van Sétif te winnen.

## Overwinningen
2015
1e etappe Ronde van Sétif
Eindklassement Ronde van Sétif

## Ploegen
- 2011-Ville d'Alger-Ain Benian
- 2012-Geofco-Ville d'Alger
- 2013-Vélo Club Sovac
- 2014-Vélo Club Sovac
- 2015-Vélo Club Sovac

Amaouche · Amari · Baz · Bettira · Cherafa · Nichani · Serrai · Abdel.Yahmi · Abden.Yahmi
Abdenbi · Baz · Bettira · Burton · Cardoen · Claeys · Dijkxhoorn · J.Gilbert · Guemihi · Nichani · Nicholson · Pruun · Scheirlinckx · Serrai · Spragg · Stilite · Suur · Tanis (stagiair) · Tanner · Tombak · Vernaeckt · Abdel.Yahmi · Abden.Yahmi
Barbari · Baz · Ben Nasser · Benrais · Bettira · Chaabane · Chabaane · Dahmane · Droueche · Hadjbouzit · A.Hamza · F.Hamza · Lahsaini · Merdj
Amari · Barbari · Baz · Benoua · Benrais · Bouzidi · Dahmane · S.A.Fellah · A.Fellah · Hadjbouzit · F.Hamza · A.Hamza · Mansouri · Merdj · Saada